# Leviatã (livro)
Leviatã ou Matéria, Palavra e Poder de um Governo Eclesiástico e Civil, comumente chamado de Leviatã, é um livro escrito por Thomas Hobbes e publicado em 1651. Ele é intitulado em referência ao Leviatã bíblico. O livro diz respeito à estrutura da sociedade e do governo legítimo, e é considerado como um dos exemplos mais antigos e mais influentes da teoria do contrato social. O editor foi Andrew Crooke, parceiro da Andrew Crooke e William Crooke. Muitas vezes, é considerada uma das obras mais influentes já escritas do pensamento político.
No livro, que foi escrito durante a Guerra Civil Inglesa, Thomas Hobbes defende um contrato social e o governo de um soberano absoluto. Hobbes escreveu que o caos ou a guerra civil - situações identificadas como um estado de natureza e pelo famoso lema Bellum omnium contra omnes (eterna luta de todos contra todos) - só poderia ser evitado por um governo central forte.

## Leviatã (livro)
Leviatã é o livro mais famoso do filósofo inglês Thomas Hobbes, publicado em 1651. O seu título se deve ao monstro bíblico Leviatã. O livro, cujo título por extenso é Leviatã ou matéria, forma e poder de um Estado eclesiástico e civil, trata da estrutura da sociedade organizada. 
Hobbes alega serem os humanos egoístas por natureza. Com essa natureza tenderiam a guerrear entre si, todos contra todos (Bellum omnia omnes). Assim, para não exterminarmo-nos uns aos outros será necessário um contrato social que estabeleça a paz, a qual levará os homens a abdicarem da guerra contra outros homens. Mas, egoístas que são, necessitam de um soberano (Leviatã) que puna aqueles que não obedecem ao contrato social. 
Nota-se que um soberano pode ser tanto uma pessoa quanto um grupo, eleito ou não. Porém, na perspectiva de Hobbes, a melhor forma de governo era a monarquia — sem a presença concomitante de um Parlamento, pois este dividiria o poder e, portanto, seria um estorvo ao Leviatã e levaria a sociedade ao caos (como na guerra civil inglesa). 

### Parte 1: A Respeito do Homem
Hobbes faz um esforço de análise da sociedade partindo da dissecação dos seus componentes básicos, o Homem e as suas sensações. Ele trabalha inicialmente com uma série de definições, em uma tentativa de criar axiomas da humanidade à semelhança dos que existem na geometria. Define as várias paixões e sentimentos de maneira impessoal e com base em princípios científicos (da época, lembremos que Hobbes viveu no séc. XVII). 
Hobbes descreve o Homem em seu Estado Natural como egoísta, egocêntrico e inseguro. Ele não conhece leis e não tem conceito de justiça; ele somente segue os ditames de suas paixões e desejos temperados com algumas sugestões de sua razão natural. Onde não existe governo ou lei, os homens naturalmente caem em discórdia. Desde que os recursos são limitados, ali haverá competição, que leva ao medo, à inveja e a disputa. Semeada a desconfiança, perde-se a segurança de confiar no próximo. Na busca pela glória, derruba-se os outros pelas costas, já que, para Hobbes, os homens são iguais nas capacidades e na expectativa de êxito, nenhuma pessoa ou nenhum grupo pode, com segurança, reter o poder. Assim sendo, o conflito é perpétuo, e "cada homem é inimigo de outro homem". Nesse estado de guerra nada de bom pode surgir. Enquanto cada um se concentra na autodefesa e na conquista, o trabalho produtivo é impossível. Não existe tranquilidade para a busca do conhecimento, não existe motivação para construir ou explorar, não existe lugar para as artes e letras, não existe espaço para a sociedade — só "medo contínuo e perigo de morte violenta". Então, a vida do homem nesse estado será "solitária, pobre, sórdida, brutal e curta". 
Em contrapartida ao estado de guerra descrito acima, os próprios homens almejariam uma ordem ansiando pela garantia de paz, assim, um Estado que garantisse essa paz, essa vida acordada. 
Apesar da Parte 1 tratar primordialmente do homem, é possível observar que Hobbes aborda diversas questões relacionadas com o Estado. 
Alguns excertos que retratam o pensamento do autor: 

#### Capítulo 3: Sobre a consequência ou cadeia de imaginações
A defesa da monarquia é recorrente na obra. Hobbes compara a deposição de Carlos I pelos puritanos com a entrega de Cristo aos romanos por 30 moedas. Mas quando se estuda a filosofia de Hobbes, o problema da dominância do racionalismo ou do empirismo pode ser colocado em outros termos. É possível perguntar, por exemplo, se não havia um secreto intercâmbio entre ambos, apesar das diferenças; se não estavam constantemente voltados um para o outro, à espera de um terreno comum em que pudessem exercer ação conjunta. A obra de Hobbes abriu justamente este espaço de convivência entre esses extremos, manifestando assim, um campo de conciliação entre eles. 

#### Capítulo 4: Sobre a linguagem
"... nada mais é do que um abuso da linguagem ofendê-lo com a língua, a menos que se trate de alguém que somos obrigados a governar, mas então não é ofender, e, sim, corrigir e punir." 

#### Capítulo 10: Sobre o poder, valor, dignidade, honra e merecimento
"Dos poderes humanos o maior é aquele composto pelos poderes de vários homens, unidos por consentimento numa só pessoa, natural ou civil, que tem o uso de todos os seus poderes na dependência de sua vontade. É o caso do poder de um Estado." 
Hobbes questiona a dignidade e a honra como valores atribuídos. A estima pública de alguém apareceria aos homens como dignidade tomando forma em nomeações públicas, por exemplo; ser considerado valoroso é ser honrado, e quanto mais difíceis forem as tarefas a lhe serem confiadas mais honroso será este homem. 

#### Capítulo 11: Sobre as diferenças de costumes
"... assinalo como tendência geral de todos os homens um perpétuo e irrequieto desejo de poder e mais poder, que cessa apenas com a morte." 

#### Capítulo 12: Sobre a religião
Uma das origens das acusações de ateísmo contra Hobbes tem origem neste capítulo, onde o autor descreve como os primeiros líderes das sociedades primitivas criaram crenças e religiões para manter o povo em obediência e paz. 

#### Capítulo 13: Sobre a condição natural da humanidade relativamente à sua felicidade e miséria
Neste capítulo se encontra a mais famosa citação da obra: 
"E a vida do homem, solitária, pobre, sórdida, brutal e curta."
Situada no seguinte contexto: 
"Tudo, portanto, que advém de um tempo de guerra, onde cada homem é inimigo de outro homem, igualmente advém do tempo em que os homens vivem sem outra segurança além do que sua própria força e sua própria astúcia conseguem provê-los. Em tal condição, não há lugar para a indústria; porque seu fruto é incerto; e, consequentemente, nenhuma cultura da terra; nenhuma navegação, nem uso algum das mercadorias que podem ser importadas através do mar; nenhuma construção confortável; nada de instrumentos para mover e remover coisas que requerem muita força; nenhum conhecimento da face da terra; nenhuma estimativa de tempo; nada de artes; nada de letras; nenhuma sociedade; e o que é o pior de tudo, medo contínuo e perigo de morte violenta; e a vida do homem, solitária, pobre, sórdida, brutal e curta." 

#### Capítulo 14: Sobre a primeira e segunda leis naturais e sobre os contratos
Primeira lei natural: "procurar a paz, e segui-la". 
Segunda lei natural: "Faça aos outros o que queres que te façam a ti". 

#### Capítulo 15: Sobre outras leis da natureza
Terceira lei natural: "Os homens têm de cumprir os pactos que celebrarem. (...) Nesta lei natural assenta-se a fonte e a origem da justiça". 

### Parte 2: Do Estado

#### Capítulo 17: Sobre as causas, geração e definição de um Estado
"A única forma de constituir um poder comum, capaz de defender a comunidade das invasões dos estrangeiros e das injúrias dos próprios comunheiros, garantindo-lhes assim uma segurança suficiente para que, mediante seu próprio trabalho e graças aos frutos da terra, possam alimentar-se e viver satisfeitos, é conferir toda a força e poder a um homem, ou a uma assembleia de homens, que possa reduzir suas diversas vontades, por pluralidade de votos, a uma só vontade. (...) Esta é a geração daquele enorme Leviatã, ou antes - com toda reverência - daquele deus mortal, ao qual devemos, abaixo do Deus Imortal, nossa paz e defesa." 

#### Capítulo 18: Sobre os direitos dos soberanos por instituição
Uma desvantagem comumente apontada na existência de um contrato social é a impossibilidade de desfazê-lo: "... portanto nenhum dos súditos pode se libertar da sujeição, sob qualquer pretexto de infração." 

#### Capítulo 19: Sobre as diversas espécies de governo por instituição e sobre a sucessão do poder soberano
Hobbes redige uma longa defesa do sistema monárquico absoluto e ressalta suas vantagens sobre os sistemas que incorporam Parlamentos. 
"De outra maneira, não há qualquer grande Estado cuja soberania resida numa grande assembleia que não se encontre, quanto às consultas da paz e da guerra e quanto à feitura das leis, na mesma situação de um governo pertencente a uma criança". 

#### Capítulo 21: Sobre a liberdade dos súditos
Hobbes abre uma pequena brecha para que o súdito rompa o contrato social: 
"A obrigação dos súditos para com o soberano dura enquanto e apenas enquanto dura também o poder mediante o qual ele é capaz de protegê-los. O direito que por natureza os homens têm de defender-se a si mesmos não pode ser abandonado através de pacto algum". 

#### Capítulo 23: A respeito dos ministros públicos do poder soberano
Aqui é traçado um perfil da atividade burocrática do Estado, notadamente do judiciário. 

#### Capítulo 24: Sobre a nutrição e procriação de um Estado
Há a defesa de um Estado forte: "Os Estados não podem suportar uma dieta, eis que não sendo suas despesas limitadas por seu próprio apetite, mas sim, por acidentes externos e pelos apetites de seus vizinhos, a riqueza pública não pode ser constrangida por outros fatores senão os que forem exigidos no momento". 

#### Capítulo 25: Sobre o conselho
Hobbes, à semelhança de Maquiavel, atribui destacada importância ao uso que o soberano deve fazer dos conselheiros. 

#### Capítulo 26: A respeito das leis civis
Entre outras considerações, cabe destacar a visão de Hobbes de que o "O único legislador é o soberano em todos os Estados", seja o Monarca ou o Parlamento. "O soberano de um Estado não se encontra sujeito às suas próprias leis civis", pois tem o poder de fazê-las e revogá-las.
Capítulo 31: Do reino de Deus por natureza
Hobbes trata de 4 assuntos principais:
- A condição de natureza (anárquica) é a liberdade. Os súditos, não estão livres, tampouco os soberanos;
- As leis fazem com que os homens evitem essa condição de natureza, já que os privam de algumas liberdades;
- Não há república sem soberano;
- O súdito obedece o soberano diante das leis de Deus.

Para entender de verdade qual é esse dever civil, é preciso saber quais são as leis de Deus, sem noção desses postulados, um indivíduo pode receber ordens que contrariem esses pressupostos. As leis que não são coerentes com as leis divinas desobedecem à Deus, mas se o súdito não cumpri-las, está ofendendo a majestade (contradição). Logo, faz-se necessário entender sobre o reino de Deus.
Pb.: Quem são os súditos do reino de Deus?
R: “só reina quem governa”, os súditos são os súditos de Deus.
Os súditos não são: corpos inanimados, pois esses não entendem Deus. Tampouco ateus, pois não se preocupam com ação ou recompensa. Os dois devem ser inimigos.
Pb.: Quais são as três razões da palavra de Deus?
R: São três as razões: natural, revelação (sensação sobrenatural) e profecia (única forma de passar a palavra de Deus).
A partir desses tipos de palavra, podem existir 2 tipos de reinos de Deus: natural e profético. O natural é reconhecido por todos; o profético, governa apenas uma nação. Ex.: Judeus
Pb.: Por que o homem obedece a Deus?
R: O homem não deve obedecer a Deus porque Ele é sua criação (como uma obrigação em troca dos benefícios), mas porquê Deus tem um poder onipotente. Esse poder surgiu da natureza, diferentemente do outros, que surgem por pacto. O domínio sobre os homens é obtido naturalmente pelo poder superior e excelente. Tendo, a partir dessa qualidade, a capacidade de afligir os homens como o TODO poderoso, e não como um criador à quem se deve.
Pb.: Por que os homens maus prosperam e os homens bons sofrem reveses?
R: O pecado não é a causa de toda aflição. O fato de Adão ter pecado não foi a única possibilidade que Deus teve de fazê-lo sofrer, pois “o direito de sofrer não resulta do pecado, mas do poder(onipotente) de Deus”. O senhor poderia tê-lo feito sofrer de outra maneira, assim como fez com os animais que não podem pecar. Em suma, a soberania de Deus conforma apenas na natureza.
Sobre as leis divinas:
Pb.: Quais são os deveres naturais de cada homem para com os outros, dentro das ordens de Deus?
R: Equidade, justiça, compaixão, humildade e outras virtudes morais.
Pb.: Quais são os deveres referentes à honra e ao culto de Deus?
R: Para responder a esse problema, deve-se entender primeiramente o que são honra e culto:
- entende-se por honra todo bom julgamento do outro, honrar à Deus é julgar da melhor maneira possível seu poder e sua bondade;
- o culto é a forma como o homem demonstra essa boa opinião. “cultus” = trabalho com propósito de benefício.

Em geral, tira-se benefício, ganha-se vantagem. Pode ser que se cultive a vontade dos homens para ganhar benefício com algo, chama-se cortejo. O culto à Deus não possui objetivo, surge do dever ao seu poder e é modulado pela capacidade de obedecê-lo. (posteriormente em: “a finalidade do culto entre os homens é o poder”)
Pb.: Quais são os sinais da honra?
R: sobre essa boa visão do outro (honra) nascem 3 paixões: amor, esperança e temor.
AMOR-> refere-se à-> BONDADE-> louvor
ESPERANÇA e TEMOR-> refere-se à-> PODER-> GLORIFICAÇÃO e BENÇÃO
louvor + glorificação + benção = felicidade
*o Louvor, a glorificação e a felicidade são expressos em palavras
Dentro das formas de demonstrar essa boa opinião (honra), existem alguns sinais que podem ser naturais ou arbitrários:
1. Cultos naturais: bom, justo, liberal, etc. (atributos); orações, caridades, obediência (atos).
2. Cultos arbitrários: composto pela obediência de quem cultua (obrigatório); ou depende da opinião de juízo de valor dada pelo espectador, o sinal de honra é dado à quem o culto é dedicado (livre).

*culto público (a Rep. realiza por uma pessoa) vs. culto privado (feito por um particular, secretamente livre mas se restringe diante de multidões)
Pb.: Quais as finalidades do culto entre os homens?
R: Poder.
Quando o homem observa o outro ser cultuado, passa a respeitá-lo e o considera poderoso, se dispõe a obedecê-lo e aumenta seu poder. Porque, como visto antes, o temor/esperança refere-se ao poder, que gera felicidade.
Pb.: Quais os atos do culto ao divino?
R: Orações, ações de graça, ofertas. deve-se falar com confissão do poder divino, pois o medo vem do poder. O maior ato de culto ao divino é OBEDECER AS LEIS DE NATUREZA.
Pb: Sobre o que consiste o culto público?
R: O culto público consiste na uniformidade. A república é apenas uma pessoa, por isso, deve apresentar à Deus um único culto, chamado culto público. Tal honraria não pode ser diversa dentro de uma república pelo simples fato de que se houvesse diversas ações a serem realizadas ao mesmo tempo, não haveria culto público. Mas sim, vários privados.
Por meio da constituição as palavras tomam valor, o mesmo vale para os atributos de deus: dependem das leis civis. dentro da república, aqueles que tem poder soberano criam leis e atributos. Ou seja, o soberano ordena os cultos privados através das leis sobre os cultos públicos e estabelece, a partir deste, a uniformidade dentro do caos. Entretanto, vale ressaltar que nem todas as ações são sinais por constituição, podem ser apenas “pactos” dos dia-a-dia.
Acerca das punições:
É preciso entender que todas as ações dos homens geram consequências, e nenhum homem tem poder suficiente para ter certeza de suas consequências. Por isso, antes de tomar decisões, é preciso considerar as possíveis precipitações que podem causar punições aos outros e à si. Dessa forma, do mesmo modo que se obedece às leis civis, deve-se respeitar as leis da natureza. Isso serve para os súditos mas de tamanha importância, também para os soberanos, visto que serão os responsáveis pela formulação das leis civis.

## Acerca do Culto público (cap. 31): comparação com Tratado Político de Spinoza
Em “Leviatã” afirma-se que o homem é naturalmente egoísta e que, para entrar no estado de sociedade, ele deve renunciar seu estado de natureza primário. Hobbes, vê a partir desse raciocínio, a necessidade de que os soberanos sejam filósofos. Com o uso da filosofia moral, o líder terá completa noção de seus princípios e saberá equilibrar suas decisões. Como o culto público consiste na uniformidade, estas decisões representarão uma unicidade entre os cultos privados.
Spinoza, por outro lado, em Tratado político acredita que o homem não nasce egoísta, mas que possui paixões e razão, pertencentes aos seus direitos naturais. Tais características, por serem naturais não sofrem transformação da necessidade de se adaptar à convivência em sociedade - como para Hobbes. Ela é inata, e possui conflitos que podem causar tanto bons, quanto maus encontros. Por isso, não enxerga a necessidade estrita de que os soberanos sejam filósofos. Mas de que sejam representativos, dentro de um regime democrático de direito, cujos homens possam equilibrar suas paixões e razões por meio de um consenso de leis formuladas a partir de uma observação prudente dos conflitos dos encontros entre os homens.
A grande diferença está na forma como Spinoza considera as paixões. Um estado civil nunca poderá desconsiderar as paixões e manter apenas a razão pois as paixões fazem parte da natureza humana, mesmo que se tente, elas continuarão presentes. Paixões estas, que podem a qualquer momento influenciar as decisões tomadas por razão.